# Suncus murinus
Grande Pachyure, Pachyure musquée, Musaraigne des maisons
Espèce
Statut de conservation UICN

 LC  : Préoccupation mineure
La Grande Pachyure, Pachyure musquée ou Musaraigne des maisons (Suncus murinus) est une espèce de mammifères insectivores de la famille des Soricidae. 

## Dénominations
- Nom scientifique valide : Suncus murinus (Linnaeus, 1766)[1],
- Noms vulgaires (vulgarisation scientifique) : Grande Pachyure[2], Pachyure musquée[2], Musaraigne des maisons[3],
- Autres noms vulgaires ou noms vernaculaires (langage courant), pouvant désigner éventuellement d'autres espèces : Musaraigne musquée[2].

## Description
La pachyure musquée a une couleur uniforme variant du gris au brun jusqu'au noir. Elle ressemble globalement à une souris au museau plus pointu. 

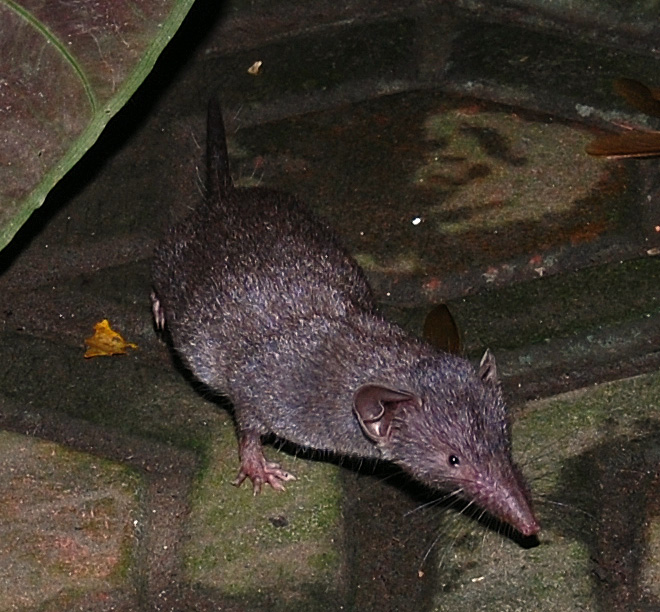

Sa taille sans la queue  est de 8 à 10 cm. Sa vision est faible mais son ouïe et son odorat sont très développés. Elle se guide par écholocation. 
Le mâle possède une glande qui laisse échapper une odeur musquée.

## Alimentation
La grande pachyure se nourrit essentiellement d'insectes mais elle mange aussi des graines, des fruits et des charognes.

## Répartition
Cette musaraigne originaire d'Inde s'est répandue un peu partout en Asie et jusqu'en Afrique.

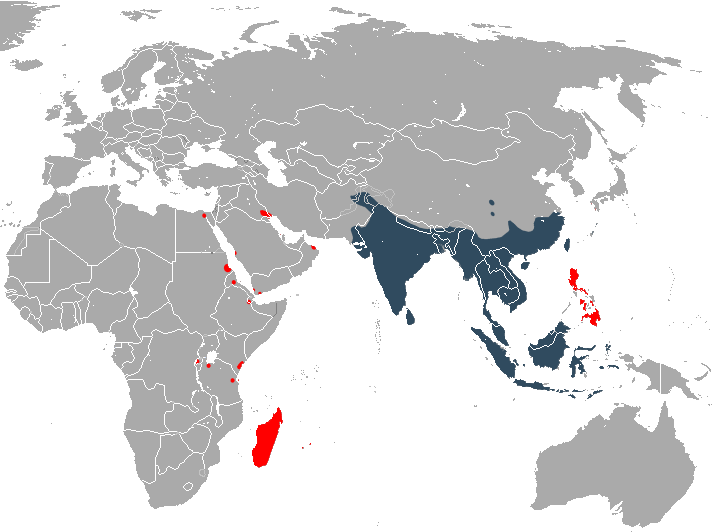
Aire de répartition de la pachyure musquée

## Habitat
Cette espèce, principalement terrestre, est présente dans les régions forestières ou agricoles et les zones d'activité humaine. Elle habite souvent dans les maisons.